# Meteorium spathulifolium
Meteorium spathulifolium är en bladmossart som beskrevs av Hugh Neville Dixon 1932. Meteorium spathulifolium ingår i släktet Meteorium och familjen Meteoriaceae. Inga underarter finns listade i Catalogue of Life.